# 李勇 (配音員)
李勇（1964年7月17日—）為台灣男性配音員、廣播節目主持人。從事配音與對白導演工作已三十餘年，近年亦著力於表演藝術活動策劃，影視廣播節目製作、新一代聲優培訓，以及聲音表演/口語表達教育與訓練課程。

## 經歷
- 李勇退伍後，在任職華視的姊姊建議之下報名華視訓練中心第一屆配音班並拜師王景平[1]，自此踏入配音與傳播領域。
- 1986年開始廣告、電影、有聲書的配音工作，以及主持廣播節目。
- 曾為《小心黑夜》、《卜派小子》、《報告班長3》等林志穎所主演的角色配音，可謂林志穎的幕後代言人。
- 配音工作邁入第十六年時遇到工作瓶頸，希望有所突破，故放下工作，前往美國學習電影，取得「電影與數位媒體製作」學士學位。
- 自美國返台後創立大人物藝術製作，自任藝術總監，並開設聲優培訓班。

## 配音作品
- 主要角色名稱以粗體顯示。
- 以下皆為國語配音。

### 台灣動畫
| 播映年份 | 作品名稱       | 配演角色     | 首播平台 | 備註 |
| -------- | -------------- | ------------ | -------- | ---- |
| 2012     | 遺失時間的夏日 | 小球（成年） |          |      |

### 台灣動畫電影
| 播映年份 | 作品名稱             | 配演角色 | 備註 |
| -------- | -------------------- | -------- | ---- |
| 1994     | 禪說阿寬             | 阿寬     |      |
| 2010     | 靠岸                 | 西風間樹 |      |
| 2013     | 夢見                 | 莫飛     |      |
| 2022     | 諸葛四郎－英雄的英雄 | 青海伯   |      |

### 台灣戲劇
| 播映年份 | 作品名稱     | 配演角色    | 角色演員      | 首播平台 | 備註                   |
| -------- | ------------ | ----------- | ------------- | -------- | ---------------------- |
| 1990     | 浴火鳳凰     | 巴龍星      | 顧冠忠        | 中視     |                        |
| 1990     | 天龍八部     | 段譽        | 關禮傑        | 中視     |                        |
| 1991     | 少年張三豐   | 張三丰      | 何家勁        | 華視     |                        |
| 1993     | 鬼丈夫       | 柯起軒      | 李志希        | 中視     |                        |
| 1993     | 戲說慈禧     | 榮祿 張文亮 | 倪齊民 黃冠雄 | 中視     |                        |
| 1994     | 唐太宗李世民 | 李世民      | 林俊贤        | 台視     |                        |
| 1994     | 俠義見青天   | 慕容逸      | 關禮傑        | 台視     | 第七單元〈怒斬襄陽王〉 |

### 日本動畫
- 《機動戰士Z鋼彈》：卡密兒·維丹、亞桑·伽布爾(後期)※華視版本
- 《機動戰士鋼彈ZZ》：比查·歐雷格※華視版本
- 《LINE OFFLINE 上班族》：部長
- 《LINE TOWN 麻吉樂園》：部長
- 《天雷爭霸：復仇者聯盟》：蜘蛛俠
- 《新幹線變形機器人》：清洲龍司、山口長門、小山大也、小倉曉月、白虎、爸爸、霧島日輪

### 韓國動畫
- 《Poli波力》：羅伊

### 歐美動畫
- 《小熊维尼历险记》：小豬（前期）
- 《阿拉丁》：阿拉丁
- 《終極蜘蛛俠》：蜘蛛俠
- 《澎澎丁滿歷險記》：丁滿（第一、二季）
- 《邦卡貓》：邦卡貓
- 《小獅王守護隊》：辛巴、丁滿
- 《飛哥與小佛》：杜芬舒斯

### 特攝片
- 《哥吉拉vs摩斯拉》：藤戶拓也
- 《假面騎士W》：左翔太郎
- 《假面騎士OOO》：佳美爾
- 《假面騎士Fourze》：大杉忠太、我望光明、旁白
- 《假面騎士鎧武》：席德、Peco、旁白
- 《假面騎士EX-AID》：鏡飛彩、日向恭太郎
- 《海賊戰隊豪快者》：伊狩鎧、赤紅、海城剛、小津魁、赤座伴番、夏傅、丹波歲三、陣內恭介、華魯滋·基爾
- 《特命戰隊Go Busters》：陣雅人、豹田·尼克、旁白
- 《獸電戰隊強龍者》：拉米雷斯、Dr.烏爾謝德、立風館源流、旁白
- 《烈車戰隊特急者》：彩虹鐵路總裁、暗黑男爵、旁白
- 《動物戰隊獸王者》：巴德、天空寺尊、伊狩鎧、吉涅斯、旁白
- 《快盜戰隊魯邦連者VS警察戰隊巡邏連者》：希爾托普、夜野勝利、柴明哥・戴爾馬、旁白

### 日本動畫電影
- 《霍爾的移動城堡》：霍爾、卡西法、巫精王子、搭訕士兵
- 《魔法公主》：阿席達卡

### 歐美動畫電影
- 《木偶奇遇記》：藍普維克
- 《小鹿斑比2》：土撥鼠
- 《仙履奇緣》：僕人
- 《仙履奇緣3：時間魔法》：僕人
- 《小飛俠》：彼得潘
- 《狐狸與獵狗》：成年陶德
- 《美女與野獸》：來富
- 《阿拉丁》：阿拉丁
- 《賈方復仇記》：阿拉丁
- 《阿拉丁和大盜之王》：阿拉丁
- 《獅子王》：成年辛巴、丁滿
- 《大力士》：慌張
- 《花木蘭》：阿寧
- 《泰山與珍妮》：約翰尼斯·尼爾斯
- 《唐老鴨俱樂部之失落的神燈》：迪昂
- 《四眼田雞》：乳豬
- 《米奇家族的萬聖歷險》：阿拉丁
- 《玩具總動員》：胡迪
- 《玩具總動員之驚魂夜》：胡迪
- 《公主與青蛙》：勞倫斯
- 《蟲蟲危機》：蝗蟲
- 《天外奇蹟》：小逗
- 《玩具總動員3》：小奶油
- 《汽車總動員2》：邁爵士
- 《汽車總動員3》：追風藍斯洛特 (切斯·艾洛特（英语：Chase_Elliott）)
- 《無敵破壞王》：音速小子、警衛
- 《飛機總動員》：德思奇
- 《飛機總動員：打火英雄》：德思奇
- 《大英雄天團》：濱田正
- 《腦筋急轉彎》：驚驚
- 《動物方城市》：洪金豹
- 《海洋奇缘》：村民
- 《玩具總動員4》：胡迪、小奶油
- 《維尼歷險記》：小豬
- 《超人特攻隊II》：衣夫人
- 《青春養成記》：凱老師

### 美國劇集
- 《百戰天龍》：瘋狗老莫／瘋子莫達（第4-7季）、阿東 ※台視版本
- 《天才學園》：金普森、達瑞·巴克
- 《新虎膽妙算》：千面 ※台視版本
- 《歡樂家庭》（Growing Pains）：邁克•西維爾（Mike Seaver、小班長大前）※華視版本

### 海外電影
- 《阿飛正傳》：歪仔
- 《雞同鴨講》：拉Bar王
- 《逃學外傳》：林志穎
- 《威龍闖天關》：宋世傑
- 《贏錢專家》：朱祥奮
- 《卜派小子》：皮少庭
- 《納尼亞傳奇》：羊人
- 《獅子王》（2019年擬真版）：辛巴（成年）/丁滿 ※兼本作填詞與部份配唱。
- 《阿拉丁》：婚禮主持人
- 《小飛象》：次要雜角

### 綜藝節目
- 《超級變變變》：香取慎吾（主持人，第65回起）

### 海外遊戲
- 《鬥陣特攻》（Overwatch）：禪亞塔

## 對白導演

### 電視類
- 《維尼歷險記-Spring Time with Roo》
- 《小王子》
- 《特務歐寶》
- 《小查與寇弟的頂級生活》[2]
- 《假面騎士W》
- 《海賊戰隊豪快者》
- 《假面騎士OOO》
- 《特命戰隊 Go Busters》
- 《奧斯汀與艾莉》
- 《小潔的保姆日記》
- 《天才學園》
- 《星際異攻隊》
- 《復仇者聯盟》
- 《蜘蛛人》
- 《POCOYO》
- 《救援小英雄波力Poli》

### 電影類
- 《金龜車賀比》
- 《四眼田雞》
- 《靠岸》(獲得2010澳門影展最佳動畫片)
- 《遺失時間的夏日》
- 《夢見》(入圍2014台北電影節最佳動畫片)
- 《貓影特工》
- 《吹夢巨人》

### 其他類
- X360遊戲軟體《Cold Energy》
- 教育動畫《元氣寶寶》

## 主持
- 台北都會休閒音樂台《動漫我要聽》（勇伯名義）

## 其他

### 影音文創品製作
- 廣播劇Drama CD《眠水--罌籠葬聲繪集》
- 動態有聲漫畫DVD《MOCO 放漫畫》

### 聲音訓練課程
- 大人物藝術製作《明日聲優之星》配音培訓班
- 古典音樂台聲音表達訓練課程《成人聲音表達班》
- 《聲音表達夏令營 青少年班》
- 《聲音表達夏令營 學童班》
- 《高中聲音表達強化班》
- 聯合大學就業學程《配音員養成之路》

### 表演藝術類作品
- 《久石讓 2006亞洲巡迴演奏會－台北首演》企劃總監
- 《影視新音樂－2006板橋音樂節 閉幕音樂會》企劃總監
- 《2008 數位˙音樂˙新浪潮》企劃總監
- 《直笛精靈 郭星妤直笛演奏會-精靈喜願之舞》慈善音樂會企劃總監
- 《VGL 電玩音樂交響樂 2008 in Taipei》行銷企劃總監
- 《茉莉公主》、《Beauty Only》、《蝴蝶》舞台劇導演

## 外部連結
- 李勇私人臉書 （页面存档备份，存于）
- 勇伯的電波里——臉書粉絲專頁